# Shōta Saitō
Shōta Saitō (齋藤 翔太 Saitō Shōta?, nacido el 15 de junio de 1994 en Tokio) es un exfutbolista japonés. Jugaba de delantero y su último club fue el Azul Claro Numazu de Japón.

## Trayectoria

### Clubes
| Club              | País  | Año         |
| ----------------- | ----- | ----------- |
| FC Machida Zelvia | Japón | 2013 - 2014 |
| Azul Claro Numazu | Japón | 2015        |

## Estadística de carrera

### J. League
| Club              | Año   | J. League | J. League | Copa J. League | Copa J. League | Total | Total |
| Club              | Año   | Part.     | Goles     | Part.          | Goles          | Part. | Goles |
| ----------------- | ----- | --------- | --------- | -------------- | -------------- | ----- | ----- |
| FC Machida Zelvia | 2014  | 16        | 2         | -              | -              | 16    | 2     |
| Total             | Total | 16        | 2         | 0              | 0              | 16    | 2     |